# Shodokan aikido
Shodokan aikido (jap.: 昭道館合気道), škola japanske borilačke vještine aikido. Ponekad se naziva Kyogi aikido (合気道競技), što bi u prijevodu značilo Takmičarski aikido, ali i Športski aikido, zbog uporabe redovitih natjecanja. U svijetu je prepoznata i kao Tomiki aikido, pri tome referirajući se na osnivača škole Kenji Tomikija.

## Povijest
Kenji Tomiki je 1967. godine u Osaki, u Japanu, izgradio Shodokan hombu dođo, kako bi podučavao, vježbao i promovirao svoju školu. Sama škola, mogla bi se smatrati utemeljena osnivanjem Aikido kluba Sveučilišta Waseda 1958. godine, iako Tomiki svoju školu nije imenovao Shodokanom sve do 1976. Shodokan aikido je danas organiziran u dvije velike grupe: Japanska aikido asocijacija (JAA) i Shodokan aikido federacija (SAF).

## Odlika škole
Shodokan aikido stavlja veći naglasak na randori sparing u slobodnom obliku, nego većina drugih stilova aikida. Metoda vježbanja zahtijeva ravnotežu između metode treninga randori i više stiliziranog i tradicionalnog vježbanja, s dobro razvijenim setom trening vježbi, kako specifičnih za randori tako i za opći aikido razvoj. Sudjelovanje u stvarnim natjecateljskim randorijima uveliko ovisi o klubu s većim naglaskom na sveučilišnim klubovima. Randori je srž svih klubova Shodokan aikida.

## Vanjske poveznice
- Ki Society Headquaters